# M65 Atomic Cannon
Il cannone atomico M65, chiamato anche Atomic Annie, è un cannone mobile statunitense. Sviluppato durante la guerra fredda e schierato in Europa, è capace di sparare ordigni atomici ad una distanza di circa 32 km.

## Storia
Con l'aumento di tensione durante la guerra fredda, gli Stati Uniti d'America incaricarono della creazione dell'arma la Watervliet Arsenal, più nello specifico Robert Shwartz, affiancato dal Pentagono nello sviluppo del design. La struttura proveniva da un precedente cannone tedesco da 280 mm, dispiegato contro lo sbarco degli alleati in Italia, più precisamente il 28 cm K5 (E), da cui prende anche parte del soprannome. Esso era dotato di due trattori a trazione e sterzo autonomo, M249 posto a capo e M250 posto a coda, che, con i loro 375 cavalli, permettevano all'arma di raggiungere i 56 km/h su strada asfaltata e sterrata. Ogni carro possedeva un autista autonomo che comunicava con l'altro via radio. L'arma raggiungeva una lunghezza complessiva di 26 m e un peso di circa 86,4 tonnellate. Il tempo di preparazione, per un equipaggio da 5 a 7 uomini, era approssimativamente di 12 minuti, mentre per la modalità da viaggio, il mezzo richiedeva 15 minuti. Il proiettile sparato dal cannone atomico, chiamato W9 Warhead, successivamente rimpiazzato dal W91, era un ordigno nucleare lungo 1,4 m, largo circa 30 cm ed era capace di scatenare una reazione dall'energia di 15 Kilotoni all'impatto grazie a 4,5 kg di uranio arricchito, sparati ad una distanza massima di 20 miglia. Il primo test del cannone fu eseguito il 23 maggio 1953 nel progetto "Grable", all'interno di una serie di esperimenti chiamata "Upshot-Knothole". Il test fu effettuato  a Frenchman Flats, nel Nevada, usando uno degli 80 ordigni nucleari W9. Il proiettile, dopo 19 secondi dallo sparo, si spinse oltre le 6,5 miglia, detonando ad una altitudine di 524 piedi. Furono prodotti 20 esemplari di per il costo di 800.000$. A causa della corta gittata, e dell'ingombro che li rendeva facile preda del nemico, furono poi rimossi dal servizio per essere rimpiazzati da altre armi nucleari, mentre gli ordigni restanti furono  trasformati in bombe nucleari T4 ADM. Il ritiro degli M65 fu dichiarato in modo ufficiale solo nel 1963.

## Ultimi esemplari rimasti
- United States Army Ordnance Museum, Aberdeen (Maryland)
- National Museum of Nuclear Science & History, Albuquerque (Nuovo Messico)
- Freedom Park, Junction City (Kansas), Fort Riley
- Rock Island Arsenal, Memorial Field, Rock Island (Illinois)
- Virginia War Museum, Newport News (Virginia),
- Watervliet Arsenal Museum, Watervliet Arsenal, Watervliet (New York),
- Yuma Proving Ground, Yuma (Arizona)

Nella cultura di massa
L'M65 Atomic Annie compare nelle sequenze finali di una commedia horror di Dan O' Bannon del 1985, Il ritorno dei morti viventi. Lo spietato colonnello Horatio Glover lo impiega per colpire con un proiettile nucleare una cittadina americana ormai invasa dagli zombie, in un tentativo estremo quanto vano di fermare la diffusione del virus.